# Юд, Якоб
Якоб Юд (нем. Jakob Jud, 12 января 1882, Венги, Тургау — 15 июня 1952, Зелисберг, Ури) — швейцарский лингвист, диалектолог, романист.
После учёбы в Цюрихском университете и высших школах Парижа и Флоренции Якоб Юд работал с 1922 года в качестве профессора романской филологии и старофранцузской литературы в Цюрихе. Основными объектами его исследований были итальянская, французская и ретороманская диалектология, ономасиология.
Под влиянием своего преподавателя Генриха Морфа он присоединился к направлению лингвистической географии Жюля Жильерона с его идеями «слов и вещей» (Wörter und Sachen), поэтому, помимо чисто лингвистических явлений, исследовал взаимодействие языка и культуры. Это направление стало центром его исследований. Юд совместно с Карлом Ябергом работал над созданием восьмитомного «слововещного» словаря Италии и Швейцарии (нем. Sprach- und Sachatlas Italiens und der Südschweiz, фр. Atlas linguistique et ethnographique de l'Italie et de la Suisse méridionale, AIS), выходившего в 1928—1940 гг. В этой работе в качестве исследователей принимали участие также Пауль Шойермайер, Герхард Рольфс и Макс Леопольд Вагнер.
Якоб Юд противостоял ирредентизму итальянских фашистов, которые классифицировали романшский язык как диалект итальянского, с лингвистических позиций отстаивая самостоятельность этого рето-романского языка.
Совместно с Арнальдом Штайгером выпускал научный журнал «Vox Romanica». Среди его учеников наиболее известны лингвисты Рудольф Хотценкёхерле и Фриц Гюзлинг.
Основные работы:
- Sprach- und Sachatlas Italiens und der Südschweiz, Bd. 1–8, Zofingen und Bern 1928–1960. (совместно с К. Ябергом)
- Der Sprachatlas als Forschungsinstrument, hrsg. von Karl Jaberg, Halle/Saale 1928, Nachdruck: Nendeln/Liechtenstein 1973.
- Romanische Sprachgeschichte und Sprachgeographie, Zürich und Freiburg i. Br. 1973.